# Шпергель весняний
Шпергель весняний, шпергель Морісона  (Spergula morisonii) — вид рослин з родини гвоздикових (Caryophyllaceae), поширений у Європі й Алжирі.

## Опис
Однорічна трав'яниста рослина 10–30 см заввишки. Зовнішні чашолистки ланцетні, гострі, внутрішні — яйцеподібні, тупі. Пелюстки широкояйцюваті, трохи коротші за чашолистки. Часто з багатьма стеблами. Стебла від висхідних до прямих, від голих до рідко-прямо-волосих, без залозистих волосків. Міжгір'я під суцвіттям у 2–3 рази довше ніж нижні. Листки супротивні, але розміщені в кільцях, без черешків. Листові пластини лінійні, з цілими краями, не жолобчасті, блискучі, від зеленого до блакитнувато-зеленого забарвлення. Найнижчі листя явно коротші, ніж міжвузля. Віночок радіально-симетричний, білий, шириною до 1 см; пелюстки п'ять, довжиною 2.5–4 мм, такої ж довжини, як чашолистки або трохи коротші. Чашолистків 5, часто синьо-фіолетові. Тичинок зазвичай 5. Плід — яйцеподібна, жовтувата, 5-клапанна, 4.5–6.5 мм довга капсула. Насіння темне.

## Поширення
Поширений у Європі й Алжирі.
В Україні вид зростає на піщаних відкритих місцях, в соснових лісах — у Поліссі, дуже рідко (Житомирська область, околиці села Федорівка, Київська область, околиці села Старосілля).

## Галерея

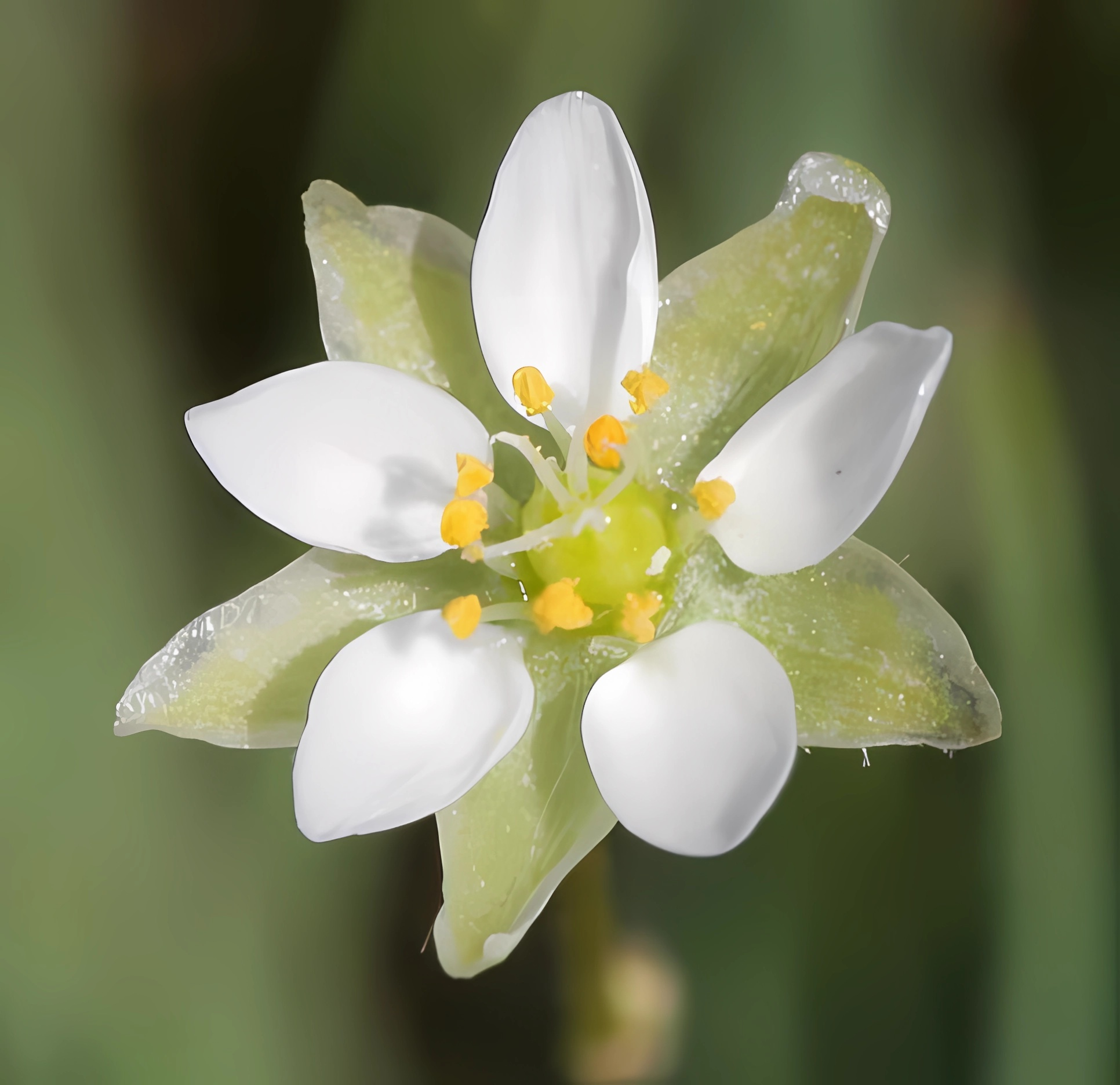
квітка
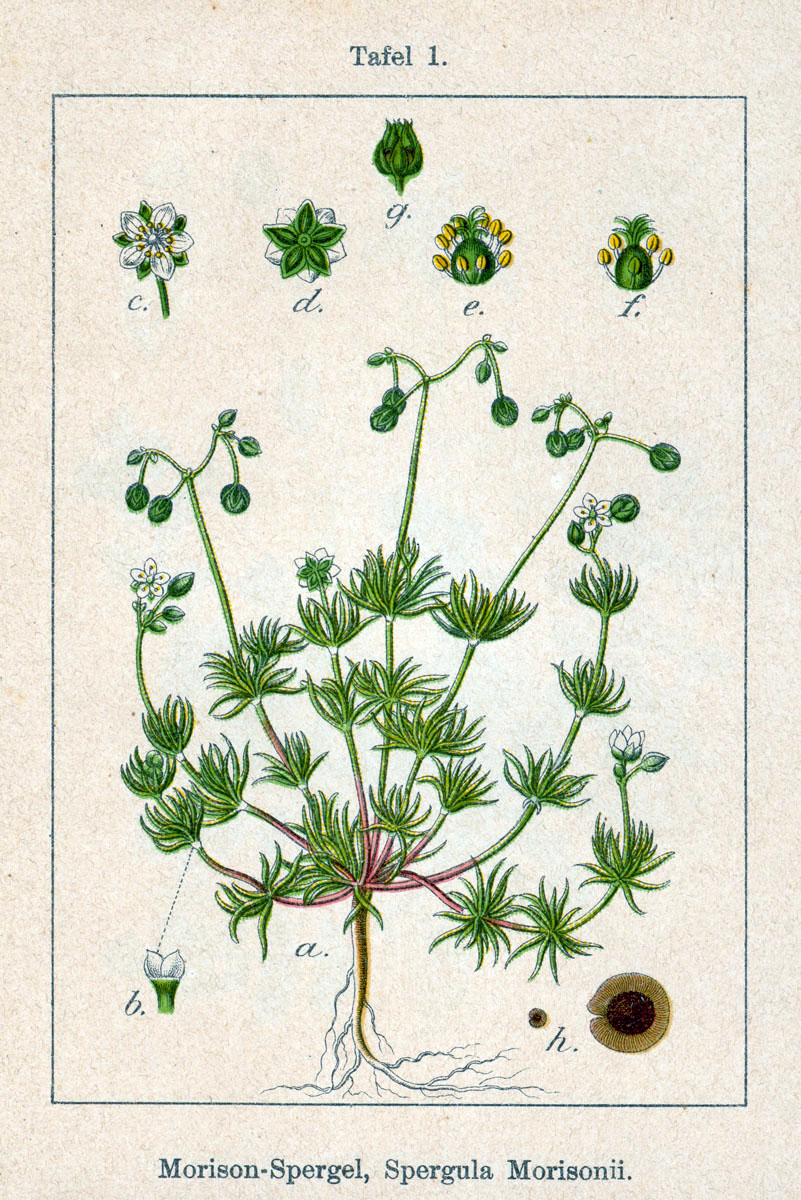
ілюстрація